# La adquisición del lenguaje por parte de niños sordos
La adquisición del lenguaje por parte de niños sordos es paralela al desarrollo de cualquier niño que adquiera el lenguaje hablado siempre que haya acceso completo al idioma desde el nacimiento.[cita requerida] A pesar del acceso limitado al lenguaje hablado, la comunicación y la exposición al lenguaje son fundamentales para el desarrollo cognitivo general de los bebés sordos y su compromiso con su entorno.
Si bien un número creciente de niños sordos en el mundo desarrollado reciben audífonos y / o implantes cocleares para apoyar la adquisición del lenguaje hablado, hay comunidades sordas en todo el mundo que usan el lenguaje de señas. Los bebés nacidos de padres que utilizan lenguaje de señas, o expuestos de manera inmersiva a modelos fluidos de lenguaje de señas a una edad temprana, generalmente adquieren este tipo de lenguaje de forma nativa.[cita requerida]

## El rol de los estímulos y el medio ambiente
Durante el primer año de vida, todos los bebés están preparados para adquirir información sobre el idioma en su entorno. Los bebés sordos inmersos en el lenguaje de señas fluido desde el nacimiento desarrollan habilidades de lenguaje nativo en ese lenguaje de señas de la misma manera que cualquier otro niño que adquiera un idioma de forma nativa. Sin embargo, la experiencia inicial de los niños sordos es muy variable y, con frecuencia, atípica desde la perspectiva de la adquisición del lenguaje. Más del 95% de los niños sordos nacen en familias oyentes, no firmantes. Los nuevos padres con un bebé sordo se enfrentan a una variedad de opciones sobre cómo interactuar con su recién nacido, y pueden probar varios métodos que incluyen diferentes cantidades de lenguaje de señas, capacitación en lenguaje oral y auditivo y códigos comunicativos inventados para facilitar la adquisición del lenguaje hablado. Además, los padres pueden decidir si sus bebés usarán implantes cocleares o audífonos. Según un estudio realizado en E.U.A. De 2008, aproximadamente el 55% de los niños sordos elegibles recibieron implantes cocleares. Un estudio en Suiza encontró que al 80% de los niños sordos se les administraron implantes cocleares a partir de 2006 y el número ha aumentado constantemente. Si bien los implantes cocleares proporcionan estimulación auditiva, no todos los niños logran adquirir el lenguaje hablado por completo. Se encontró que los niños que recibieron implantes cocleares antes de los doce meses de edad tenían una probabilidad significativamente mayor de desarrollar el lenguaje hablado que los niños que recibieron implantes más tarde.

### Niños sordos nacidos de padres sordos
Alrededor del tres por ciento de los niños sordos nacen de dos padres sordos, y uno por ciento corresponde a solo un padre sordo.: 153, 155 

## Etapas tempranas (desde el nacimiento hasta los 12 meses)
Las etapas generales de la adquisición del idioma son las mismas tanto si el idioma se habla como si está firmado. Hay ciertas características únicas de la adquisición del lenguaje de señas debido a la modalidad visual / manual y estas diferencias pueden ayudar a distinguir entre los aspectos universales de la adquisición del lenguaje y los aspectos que pueden verse afectados por la experiencia temprana.
Las tareas lingüísticas más tempranas que enfrentan los recién nacidos son perceptivas. Los bebés deben determinar qué elementos lingüísticos básicos se utilizan en su idioma nativo para crear palabras (su inventario fonético). También deben determinar cómo segmentar el flujo continuo de entrada de lenguaje en frases y, finalmente, en palabras. Desde su nacimiento, se sienten atraídos por la información lingüística modelada, que es evidente si la entrada es oral o firmada. Utilizan sus habilidades de percepción sensible para adquirir información sobre la estructura de su idioma nativo, en particular las características prosódicas y fonológicas. Las lenguas de signos tienen patrones prosódicos naturales y los bebés son sensibles a estos límites prosódicos, incluso si no tienen experiencia específica con las lenguas de signos. Los bebés que escuchan a los 6 meses de edad sin experiencia en signos también asisten preferentemente a los estímulos del lenguaje de señas sobre los gestos complejos, lo que indica que perciben el lenguaje de signos como una aportación lingüística significativa. Dado que los bebés asisten a la lengua hablada y firmada de una manera similar, varios investigadores han concluido que gran parte de la adquisición de la lengua es universal, no está ligada a la modalidad de la lengua, y que las lenguas de signos se adquieren y procesan de manera muy similar a las lenguas habladas, si se dan exposición. Al mismo tiempo, estos y otros investigadores señalan que hay muchas incógnitas en cuanto a cómo un lenguaje visual podría procesarse de manera diferente a un lenguaje hablado, especialmente dado el inusual camino de transmisión del lenguaje para la mayoría de los bebés sordos.
Las investigaciones muestran que los padres sordos con bebés sordos son más exitoso, que los padres oyentes, pues logran captar momentos de atención conjunta al firmar, que son momentos privilegiados del aprendizaje de idiomas. Las madres sordas son más adeptas a asegurarse de que el bebé esté involucrado visualmente antes de firmar y utilizan modificaciones específicas a su firma, lo que se conoce como signo dirigido por el niño para captar y mantener la atención de sus hijos. Al igual que en el habla dirigida a niños (CDS), la firma dirigida a niños se caracteriza por una producción más lenta, una prosodia exagerada y la repetición. Debido a las demandas únicas de un lenguaje visual, la firma dirigida por niños también incluye estrategias táctiles y la reubicación del lenguaje en la línea de visión del niño.

## El método

### Pedagogía
Las estrategias de adquisición de lenguaje para la firma de niños sordos son diferentes de las apropiadas para los niños oyentes, o para los niños sordos que usan audífonos y / o implantes cocleares con éxito. Para los padres con niños sordos que no usan amplificación (audífonos o implantes cocleares), la atención conjunta (un componente importante para el desarrollo del lenguaje) puede ser problemática. Escuchar a los niños puede ver su entorno y escuchar un comentario de un adulto al respecto. Sin embargo, los niños que no escuchan tienen que cambiar de atención visual entre los estímulos.
Las estrategias para la comunicación no verbal incluyen el uso de expresiones faciales y lenguaje corporal para mostrar la emoción y reforzar la atención del niño a su cuidador. Para atraer y dirigir la atención de un niño sordo, los cuidadores pueden romper su línea de la mirada con movimientos de la mano y el cuerpo, tocar y señalar para permitir la entrada de lenguaje. Para resaltar el lenguaje, los padres deben usar oraciones cortas y sencillas para que la atención del niño no tenga que dividirse por mucho tiempo. Finalmente, para reducir la necesidad de atención dividida, un cuidador puede posicionarse y posicionar objetos dentro del campo visual del niño para que el lenguaje y el objeto se puedan ver al mismo tiempo.

### Discurso y métodos orales.
Para los niños sordos que usan la escucha y el lenguaje hablado como su principal modo de comunicación, sus familias a menudo participan en terapia auditiva-verbal, un medio para mejorar el lenguaje innato y las habilidades de escucha de los niños sordos. La mayoría de los niños que reciben una amplificación adecuada antes de los 18 meses de edad y reciben instrucción auditiva-verbal adecuada seguirán las trayectorias de aprendizaje de sus compañeros que tienen una audición típica.

### Firma y métodos manuales.

#### ASL (lenguaje de señas americano)
ASL emplea signos hechos al mover las manos junto con las expresiones faciales y el lenguaje corporal. Algunos estudios indican que si un niño sordo aprende lenguaje de señas, tendrá menos probabilidades de aprender idiomas hablados porque perderán la motivación.[cita requerida] Sin embargo, Humphries insiste en que no hay evidencia de esto.

#### Inglés codificado manualmente
El inglés codificado manualmente es una de varias representaciones diferentes del idioma inglés que usa signos manuales para codificar palabras en inglés visualmente. Aunque MCE usa signos, no es un lenguaje como ASL; es una codificación de inglés que utiliza gestos con las manos para hacer que el inglés sea visible en modo visual. La mayoría de los tipos de MCE usan signos prestados o adaptados del lenguaje de señas estadounidense, pero usan el orden de las oraciones en inglés y la construcción gramatical.
Se han propuesto y utilizado numerosos sistemas de codificación manual en inglés con mayor o menor éxito. Métodos como Signed English, Signing Exact English, Linguistics of Visual English, y otros utilizan signos tomados de ASL junto con varios signos marcadores gramaticales, para indicar palabras completas, o morfemas con significado como -ed o -ing.
Debido a que los sistemas MCE son codificaciones de inglés que siguen el orden de las palabras y la estructura de las oraciones en inglés, es posible firmar MCE y hablar inglés al mismo tiempo. Esta es una técnica que se utiliza para enseñar a los niños sordos la estructura del idioma inglés, no solo a través de los patrones de sonido y de lectura de labios del inglés hablado, sino también a través de los patrones manuales del inglés firmado. Debido a la estrecha conexión entre los dos, es más fácil para las personas oyentes aprender MCE que ASL.[cita requerida]

#### Discurso de señas
Discurso de señas es un sistema de comunicación oral / manual híbrido utilizado por algunas personas sordas o con problemas de audición. Es una técnica que utiliza formas de mano cerca de la boca ("claves") para representar los fonemas que pueden ser difíciles para algunas personas sordas o con problemas de audición para distinguirse entre sí mediante la lectura del habla ("lectura de labios") solo. Está diseñado para ayudar a los comunicadores receptivos a observar y comprender completamente al hablante.
El habla con voz no es un lenguaje firmado y no tiene ningún signo en común con ASL. Es un tipo de lectura aumentada del habla, que hace que la lectura sea mucho más precisa y accesible para las personas sordas. Las formas de mano por sí mismas no tienen significado; solo tienen un significado como una señal en combinación con una forma de boca, de modo que la forma de la boca 'dos labios juntos' más una forma de mano podría significar un sonido 'M', la misma forma con una señal diferente podría representar un sonido 'B', y con una tercera señal podría representar un sonido 'P'.
Algunas investigaciones muestran un vínculo entre la falta de conciencia fonológica y los trastornos de la lectura, e indican que la enseñanza del habla con claves puede ser una ayuda para la conciencia fonológica y la alfabetización.

#### Digitación
Otro sistema de codificación manual utilizado por los sordos y que ha existido durante más de dos siglos es el deletreado. Fingerspelling es un sistema que codifica letras y no palabras o morfemas, por lo que no es una codificación manual del inglés, sino una codificación del alfabeto. Como tal, es un método para deletrear palabras una letra a la vez usando 26 formas de mano diferentes. En los Estados Unidos y en muchos otros países, las letras se indican en una mano y se remontan a la escuela de sordos del Abbe de l'Epee en París. Dado que la escritura con el dedo está conectada al alfabeto y no a palabras completas, se puede usar para deletrear palabras en cualquier idioma que use el mismo alfabeto; por lo tanto, no está vinculado a ningún idioma en particular, y en esa medida, es análogo a otras codificaciones de letras, como el código Morse o el Semáforo. El método de Rochester se basa en gran medida en el uso de los dedos, pero es lento y en su mayoría ha caído en desgracia.[cita requerida]

### Métodos híbridos
Los métodos híbridos utilizan una mezcla de métodos auditivos / orales, así como algunos indicadores visibles, como las formas de las manos, para comunicarse en el lenguaje hablado estándar al hacer que partes de él sean visibles para las personas con pérdida auditiva.

### Leyendo
Según Goldin-Meadow, la lectura requiere dos habilidades esenciales: familiaridad con un idioma y comprensión del mapeo entre ese idioma y la palabra escrita. Sin embargo, la lectura es posible si los niños sordos aprenden ASL. Una vez que han adquirido el ASL, los niños sordos aprenden cómo hacer un mapa entre el lenguaje de señas y la letra impresa para que puedan aprender inglés. Se utilizan varias técnicas para ayudar a cerrar la brecha entre ASL y el lenguaje hablado o el "proceso de traducción", como emparedado y encadenamiento.
El emparedado consiste en alternar entre decir la palabra y firmarla. El encadenamiento consiste en escribir con el dedo una palabra, apuntar a la versión de la palabra hablada y usar el soporte pictórico. Aunque el encadenamiento no se usa ampliamente, crea un entendimiento entre la ortografía visual de una palabra y la ortografía de la palabra en el lenguaje de señas. Esto ayuda al niño a convertirse en bilingüe tanto en ASL como en el lenguaje hablado.
El contexto social del niño sordo es crucial para nutrir su capacidad de leer. Las investigaciones muestran que los niños sordos nacidos de padres sordos suelen ser mejores lectores que los niños sordos nacidos de padres oyentes.[cita requerida] Esto se debe a que los padres sordos proporcionan una sólida red social y emocional y pueden tener acceso de inmediato a los recursos necesarios para su hijo. Los padres sordos ya anticipan las necesidades de su hijo, después de haber pasado por la misma experiencia, a diferencia de los padres oyentes.[cita requerida]